# Дискографија Ди-Ем-Екса
Амерички репер Ди-Ем-Екс објавио је седам студијских албума, пет компилацијских албума, један микстејп, један ЕП, четрдесет и шест синглова (укључујући седамнаест на којима је био главни извођач и двадесет и четири музичка спота.
Током каријере продао је преко 74. милиона албума широм света. Од јуна 2014. године постао је пети хип-хоп уметник који је продао највише албума у Сједињеним Државама, а према Nielsen SoundScanu у матичној земљи продао је укупно 17.1 милион албума.
У фебруару 1998. године, репер је објавио свој деби сингл Get at Me Dog, за Def Jam Recordings. Сингл је добио златни сертификат од Америчког удружења дискографских кућа. Његов први студијски албум It's Dark and Hell Is Hot који је укључивао сингл Ruff Ryders Anthem, објављен је у мају 10098. године. Албум је дебитовао на првом месту листе Billboard 200 и продат у преко пет милиона примерака у Сједињеним Државама. Исте године, током децембра репер је објавио свој други албум под називом Flesh of My Flesh, Blood of My Blood. Албум се убрзо нашао на листи Billboard 200, где је остао током три недеље. У року од недељу дана након издања, албум је продат у 670.000 примерака, а након тога је добио платинамску сертифиат четири пута. Као резултат тога Ди-Ем-Екс је био први репер у историји који је издао два албума у истој години, да су оба дебитовали на листи Billboard 200.
Трећи и најпродаванији албум по називу ... And Then There Was X, објављен је 21. децембра 1999. године за издавачке куће Ruff Ryders и Def Jam. То је уједно био његов трећи албум кој је дебитовао на листи Billboard 200. Најпопуларнија песма са албума била је Party Up и она се нашла на R&B музичкој листи у Сједињеним Државама. Синглови What's My Name? и What These Bitches Want су такође били популарни. Албум је шест пута добио платианамски сертификат.
Четврти студијски албум The Great Depression издат је 23. октобра 2001. године и такође је дебитовао на првим месту Billboard 200 листе, са сингловима Who We Be, We Right Here и Shorty Was The Bomb. Упркос троструком сертификату, комерцијални и критични успех албума био је доста слабији од претходног. Пети студијски албум репера под називом Grand Champ објаљен је 16. септембра 2003. године за издавачку кућу Ruff Ryders и Def Jam, а изашао је на ЦДу, винилу и за виртуелно преузимање. И овај албум репера нашао се на првом месту Billboard 200 листе, а Ди-Ем-Екс је тада постао једини музички уметник у историји са пет узастопних албума на првом месту ове листе. Синглови попут Where Tha Hood At и Get it on the Floor постале су хит-песме албума.
Уговор са Колумбија рекордсом потписао је у јануару 2006. године. Наредни акбум Year of the Dog...Again објављен је 1. августа 2006. године. Издао је и два сингла Lord Give Me A Sign и We In Here.
Издавачка кућа Def Jam објавила је 12. јун 2008. године компилацију највећих хитова репера, под називом The Best of DMX, који садржи хит синглове Where the Hood At? и X Gon' Give It to Ya.
Седми студијски албум под називом Undisputed објављен је 11. октобра 2011. године. Ди-Ем-Екс је изјавио да је на овом албуму радио без престанка, сваког дана. Спот за песму Last Hope објављен је 24. септембра 2011. године, а касније укључен у The Weigh In EP, који је изашао у дигиталном издању 5. маја 2012. године.
Крајем фебруара 2012. године, фирма Seven Arts Entertainment Inc купила је United Music Media Group, што је укључивало и музику Ди-Ем-Екса, а репер је са њима потписао нови уговор.

## Албуми

### Студијски албуми
| Назив                                | Детаљи | Позциија | Позциија | Позциија | Позциија | Позциија | Позциија | Позциија | Позциија | Позциија | Позциија | Број продатих примерака | Сертификати                                                                     |
| Назив                                | Детаљи | САД      | САД R&B  | АУС      | КАН      | НЕМ      | ИР       | ХОЛ      | НЗ       | ШВЕ      | УК       | Број продатих примерака | Сертификати                                                                     |
| ------------------------------------ | --- | -------- | -------- | -------- | -------- | -------- | -------- | -------- | -------- | -------- | -------- | ----------------------- | ------------------------------------------------------------------------------- |
| It's Dark and Hell Is Hot            | - Датум објављивања: 12. мај 1998. (САД) - Издавачка кућа: Ruff Ryders Entertainment, Def Jam Recordings - Формат: ЦД, винил, касета, виртуелно преузимање | 1        | 1        | —        | 15       | —        | —        | —        | —        | —        | 89       | - САД: 4,674,000        | - Америчко удружење дискографских кућа: 4× Платина - BPI: Златно - MC: Платина  |
| Flesh of My Flesh, Blood of My Blood | - Датум објављивања: 22. децембар 1998. (САД) - Издавачка кућа: Ruff Ryders, Def Jam - Формат: ЦД, ЛП, касета, дигитално преузимање                        | 1        | 1        | —        | —        | 61       | —        | —        | —        | —        | 119      | - САД: 3,417,000        | - Америчко удружење дискографских кућа: 3× Платина - BPI: Сребрно - MC: Платина |
| ... And Then There Was X             | - Датум објављивања: 21. децембар 1999.(САД) - Издавачка кућа: Ruff Ryders, Def Jam - Формат: ЦД, ЛП, касета, дигитално преузимање                         | 1        | 1        | —        | 6        | 46       | —        | 64       | —        | —        | 108      | - САД: 4,950,000        | - Америчко удружење дискографских кућа: 5× Платина - BPI: Сребрно - MC: Платина |
| The Great Depression                 | - Датум објављивања: 23. октобар 2001. (САД) - Издавачка кућа: Ruff Ryders, Def Jam - Формат: ЦД, ЛП, касета, дигитално преузимање                         | 1        | 1        | 99       | 1        | 10       | 26       | 25       | 38       | 60       | 20       | - САД: 1,862,000        | - Америчко удружење дискографских кућа: Платина - BPI: Златно - MC: Платина     |
| Grand Champ                          | - Датум објављивања: 16. септембра 2003. (САД) - Издавачка кућа: Ruff Ryders, Def Jam - Формат: ЦД, ЛП, касета, дигитално преузимање                       | 1        | 1        | 32       | 2        | 6        | 8        | 28       | 7        | 10       | 6        | - САД: 1,204,000        | - Америчко удружење дискографских кућа: Платина - BPI: Златно - MC: Платина     |
| Year of the Dog... Again             | - Датум објављивања: 1. август 2006. (САД) - Издавачка кућа: Ruff Ryders, Columbia Records - Формат: ЦД, винил, дигитално преузимање                       | 2        | 1        | 70       | 4        | 7        | 15       | 70       | 37       | 7        | 22       |                         |                                                                                 |
| Undisputed                           | - Датум објављивања: 11. септембра 2012. (САД) - Издавачка кућа: Bloodline, Seven Arts Pictures - Формат: ЦД, дигитално преузимање                         | 19       | 2        | —        | —        | —        | —        | —        | —        | —        | —        |                         |                                                                                 |

### Компилацијски албуми
| Назив                                       | Детаљи | Позиција | Позиција | Позиција | Позиција | Позиција |
| Назив                                       | Детаљи | САД      | САД R&B  | САД реп  | КАН      | УК       |
| ------------------------------------------- | --- | -------- | -------- | -------- | -------- | -------- |
| The Definition of X: The Pick of the Litter | - Датум објављивања: 12. јун 2007. (САД) - Издавачка кућа: Ruff Ryders, Def Jam - Формат: ЦД, винил, дигитално преузимање     | 26       | 7        | 3        | —        | 174      |
| Playlist Your Way                           | - Датум објављивања: 24. фебруар 2009. (САД) - Издавачка кућа: Ruff Ryders, Def Jam - Формат: ЦД, винил, дигитално преузимање | —        | —        | —        | —        | —        |
| The Best of DMX                             | - Датум објављивања: 26. јануар 2010. (САД) - Издавачка кућа: Ruff Ryders, Def Jam - Формат: ЦД, винил, дигитално преузимање  | 102      | 67       | —        | 96       | —        |
| Greatest Hits With a Twist                  | - Датум објављивања: 22. март 2011. (САД) - Издавачка кућа: X-Ray, Cleopatra - Формат: ЦД, винил, дигитално преузимање        | —        | —        | —        | —        | —        |
| Icon                                        | - Датум објављивања: 1. мај 2012. (САД) - Издавачка кућа: Def Jam - Формат: ЦД, дигитално преузимање                          | —        | 28       | 13       | —        | —        |

### Микстејпови
| Назив   | Детаљи                                                                                                  | Позиције | Позиције | Позиције |
| Назив   | Детаљи                                                                                                  | САД нез. | САД R&B  | САД реп  |
| ------- | --- | -------- | -------- | -------- |
| Mixtape | - Датум објављивања: 23. март 2010. (САД) - Издавачка кућа: Siccness - Формат: ЦД, дигитално преузимање | 46       | 46       | 20       |

## Епови
| Назив        | Детаљи                                                                                              |
| ------------ | --------------------------------------------------------------------------------------------------- |
| The Weigh In | - Датум објављивања: 16. мај 2012. (САД) - Издавачка кућа: Bloodline - Формат: дигитално преузимање |

## Синглови

### Као главни извођач
| Титл                                          | Година | Позиције | Позиције | Позиције | Позиције | Позиције   | Позиције | Позиције | Позиције | Позиције | Сертификати                                                   | Албум                                |
| Титл                                          | Година | САД      | САД R&B  | САД реп  | АУС      | АУС Топ 40 | НЕМ      | ИР       | ШВЕ      | УК       | Сертификати                                                   | Албум                                |
| --------------------------------------------- | ------ | -------- | -------- | -------- | -------- | ---------- | -------- | -------- | -------- | -------- | ------------------------------------------------------------- | ------------------------------------ |
| "Born Loser"                                  | 1993   | —        | —        | —        | —        | —          | —        | —        | —        | —        |                                                               | Није ни на једном албуму             |
| "Get at Me Dog" (Sheek Louch)                 | 1998   | 39       | 19       | 6        | —        | —          | —        | —        | —        | —        | - Америчко удружење дискографских кућа: Златно                | It's Dark and Hell Is Hot            |
| "Stop Being Greedy"                           | 1998   | 79       | 45       | 8        | —        | —          | —        | —        | —        | —        |                                                               | It's Dark and Hell Is Hot            |
| "Ruff Ryders' Anthem"                         | 1998   | 93       | 33       | 18       | —        | —          | —        | —        | —        | —        |                                                               | It's Dark and Hell Is Hot            |
| "How's It Goin' Down" (Faith Evans)           | 1998   | 70       | 19       | —        | —        | —          | —        | —        | —        | —        |                                                               | It's Dark and Hell Is Hot            |
| "Grand Finale" (Метод Мен, Нас и Џа Рул)      | 1998   | —        | 63       | 18       | —        | —          | —        | —        | —        | —        |                                                               | Belly                                |
| "Slippin'"                                    | 1998   | —        | 60       | —        | —        | —          | —        | —        | —        | 30       | - Америчко удружење дискографских кућа: Златно                | Flesh of My Flesh, Blood of My Blood |
| "No Love 4 Me" (Drag-On И [Swizz Beatz)       | 1999   | —        | —        | —        | —        | —          | —        | —        | —        | —        |                                                               | Flesh of My Flesh, Blood of My Blood |
| "What's My Name?"                             | 1999   | 67       | 23       | 11       | —        | —          | —        | —        | —        | —        |                                                               | ...And Then There Was X              |
| "What These Bitches Want" (Sisqó)             | 2000   | 49       | 11       | 22       | —        | —          | —        | —        | —        | —        |                                                               | ...And Then There Was X              |
| "Party Up (Up in Here)"                       | 2000   | 27       | 8        | 11       | —        | —          | —        | —        | —        | —        |                                                               | ...And Then There Was X              |
| "Don't You Ever"                              | 2000   | —        | 57       | —        | —        | —          | —        | —        | —        | —        |                                                               | ...And Then There Was X              |
| "No Sunshine"                                 | 2001   | —        | 67       | —        | —        | —          | —        | —        | —        | —        |                                                               | Exit Wounds                          |
| "We Right Here"                               | 2001   | —        | 43       | 8        | —        | —          | 62       | —        | —        | —        |                                                               | The Great Depression                 |
| "Who We Be"                                   | 2001   | 60       | 16       | 10       | —        | —          | —        | 38       | —        | 34       |                                                               | The Great Depression                 |
| "I Miss You" (Faith Evans)                    | 2002   | 86       | 37       | —        | —        | —          | 87       | —        | —        | —        |                                                               | The Great Depression                 |
| "X Gon' Give It to Ya"                        | 2003   | 60       | 23       | 13       | 54       | 62         | 23       | 18       | 14       | 6        | - Америчко удружење дискографских кућа: Платина - BPI: Златно | Cradle 2 the Grave                   |
| "Where the Hood At?"                          | 2003   | 68       | 24       | 13       | —        | —          | 29       | 18       | 26       | 16       |                                                               | Grand Champ                          |
| "Get It on the Floor" (Swizz Beatz)           | 2003   | —        | 57       | —        | —        | 54         | 43       | 39       | 26       | 34       |                                                               | Grand Champ                          |
| "Give 'Em What They Want"                     | 2005   | —        | —        | —        | —        | —          | —        | —        | —        | —        |                                                               | Year of the Dog... Again             |
| "We in Here" (Swizz Beatz)                    | 2006   | —        | —        | —        | —        | —          | —        | —        | —        | —        |                                                               | Year of the Dog... Again             |
| "Lord Give Me a Sign"                         | 2006   | —        | 70       | —        | —        | —          | 31       | —        | 65       | 111      |                                                               | Year of the Dog... Again             |
| "The Boy Go Off" (Big Sha)                    | 2010   | —        | —        | —        | —        | —          | —        | —        | —        | —        |                                                               | Није ни на једном албуму             |
| "I Don't Dance" (Machine Gun Kelly ])         | 2012   | —        | —        | —        | —        | —          | —        | —        | —        | —        |                                                               | Undisputed                           |
| "Head Up"                                     | 2012   | —        | —        | —        | —        | —          | —        | —        | —        | —        |                                                               | Undisputed                           |
| "Don't Call Me" (Rakim, Shontelle и Aleks D.) | 2013   | —        | —        | —        | —        | —          | —        | —        | —        | —        |                                                               | Није ни на једном албуму             |
| "Still Scratching" (Styles P)                 | 2016   | —        | —        | —        | —        | —          | —        | —        | —        | —        |                                                               | Није ни на једном албуму             |
| "Blood Red"                                   | 2016   | —        | —        | —        | —        | —          | —        | —        | —        | —        |                                                               | Није ни на једном албуму             |
| "Get It Get It" (Savant и Снуп Дог)           | 2016   | —        | —        | —        | —        | —          | —        | —        | —        | —        |                                                               | Није ни на једном албуму             |
| "Bane Iz Back" (Swizz Beatz)                  | 2017   | —        | —        | —        | —        | —          | —        | —        | —        | —        |                                                               | Није ни на једном албуму             |

### Као гостујући извођач
| Назив                                                                                  | Година | Позција | Позција | Позција | Позција | Позција | Позција | Позција | Сертификат                                     | Албум                     |
| Назив                                                                                  | Година | САД     | САД R&B | САД реп | ХОЛ     | НЗ      | УК      | УК R&B  | Сертификат                                     | Албум                     |
| -------------------------------------------------------------------------------------- | ------ | ------- | ------- | ------- | ------- | ------- | ------- | ------- | ---------------------------------------------- | ------------------------- |
| "4, 3, 2, 1" (LL Cool J, Canibus, Ди-Ем-Екс, Метод Мен, Redman)                        | 1997   | 75      | 24      | 10      | —       | —       | —       | —       |                                                | Phenomenon                |
| "Nothin' Move But the Money" (Mic GeronimoDMX, Ди-Ем-Екс и Black Rob)                  | 1998   | 70      | 31      | 11      | —       | —       | —       | —       |                                                | Vendetta                  |
| "Money, Power & Respect" (The Lox, Ди-Ем-Екс и Lil' Kim)                               | 1998   | 17      | 8       | 1       | —       | 45      | —       | —       | - Америчко удружење дискографских кућа: Златно | Money, Power & Respect    |
| "Shut 'em Down" (Оникси и Ди-Ем-Екс)                                                   | 1998   | —       | 61      | 43      | —       | —       | —       | —       |                                                | Shut 'Em Down             |
| "Money, Cash, Hoes" (Џеј-Зи и Ди-Ем-Екс)                                               | 1998   | —       | 36      | 19      | —       | —       | —       | —       |                                                | Vol. 2... Hard Knock Life |
| "It's On" (DJ Clue и Ди-Ем-Екс)                                                        | 1998   | —       | 39      | —       | —       | —       | —       | —       |                                                | The Professional          |
| "Ruff Ryders' Anthem" (ремикс) (DJ Clue? Ди-Ем-Екс, Jadakiss, Styles P, Drag-On и Eve) | 1999   | —       | 47      | —       | —       | —       | —       | —       |                                                | The Professional          |
| "Come Back in One Piece" (Алија и Ди-Ем-Екс)                                           | 2000   | —       | 36      | —       | 59      | —       | —       | —       |                                                | Romeo Must Die            |
| "Do You" (Funkmaster Flex и Ди-Ем-Екс)                                                 | 2000   | 91      | 34      | 21      | —       | —       | —       | —       |                                                | The Mix Tape, Vol. IV     |
| "Put Your Drinks Down" (Drag-On, Ди-Ем-Екс, Eve, Jadakiss, Birdman и TQ)               | 2003   | —       | 80      | —       | —       | —       | —       | —       |                                                | Hell and Back             |
| "Tear It Up" (Yung Wun, Ди-Ем-Екс, Lil' Flip и David Banner)                           | 2004   | 76      | 39      | 21      | —       | —       | —       | —       |                                                | The Dirtiest Thirstiest   |
| "Innocent Man" (Mark Morrison и Ди-Ем-Екс)                                             | 2006   | —       | —       | —       | —       | —       | 46      | 14      |                                                | Innocent Man              |
| "A Song for You" (Bizzy Bone, Ди-Ем-Екс и Chris Notez)                                 | 2008   | —       | 61      | —       | —       | —       | —       | —       |                                                | A Song for You            |
| "Electrolytes" (N.O.R.E., Macy Gray и Ди-Ем-Екс)                                       | 2011   | —       | —       | —       | —       | —       | —       | —       |                                                | Scared Money              |
| "Tell Ya Friends" (N.O.4, Ди-Ем-Екс и Dani Stevenson)                                  | 2012   | —       | —       | —       | —       | —       | —       | —       |                                                | The Beginning             |
| "Faith" (Omar Wilson и Ди-Ем-Екс)                                                      | 2013   | —       | —       | —       | —       | —       | —       | —       |                                                | Није ни на једном албуму  |
| "Meltdown" (N.A.S.A., Ди-Ем-Екс и Priyanka Chopra)                                     | 2015   | —       | —       | —       | —       | —       | —       | —       |                                                | Није ни на једном албуму  |

## Остале награђене песме
| Назив                                                                          | Година | Позиција | Албум                                             |
| Назив                                                                          | Година | САД R&B  | Албум                                             |
| ------------------------------------------------------------------------------ | ------ | -------- | ------------------------------------------------- |
| "Ryde or Die" (The Lox, Drag-On и Eve)                                         | 1999   | —        | Ryde or Die Vol. 1                                |
| "Sincerity" (Mary J. Blige, Нас и Ди-Ем-Екс)                                   | 1999   | 72       | Mary                                              |
| "Rollin' (Urban Assault Vehicle)" (Лимп Бизкит, Ди-Ем-Екс, Redman и Метод Мен) | 2000   | —        | Chocolate Starfish and the Hot Dog Flavored Water |
| "King Thing"                                                                   | 2004   | 86       | Never Die Alone                                   |

## Дуети
| Назив                                                             | Година | Други музичар(и)                                              | Албум                                             |
| ----------------------------------------------------------------- | ------ | ------------------------------------------------------------- | ------------------------------------------------- |
| "Inner City Blues"                                                | 1995   | Pudgee Tha Phat Bastard                                       | Није ни на једном албуму                          |
| "You Ain't Know"                                                  | 1995   | Pudgee Tha Phat Bastard, Ran Reed                             | Није ни на једном албуму                          |
| "Time to Build"                                                   | 1995   | Mic Geronimo, Џа Рул, Џеј-Зи                                  | The Natural                                       |
| "If It's On, It's On"                                             | 1996   | Cash Money Click, Џеј-Зи                                      | Није ни на једном албуму                          |
| "Usual Suspects"                                                  | 1997   | Mic Geronimo, Hussein Fatal, Џа Рул, Cormega                  | How to Be a Player и Vendetta                     |
| "Take What's Yours"                                               | 1997   | Mase                                                          | Harlem World                                      |
| "24 Hrs. to Live"                                                 | 1997   | Mase, The Lox, Black Rob                                      | Harlem World                                      |
| "We Be Clubbin'" (Clark World Remix)                              | 1998   | Ајс Кјуб                                                      | The Players Club                                  |
| "Pure Uncut" (ремикс)                                             | 1998   | 8ball, Herb McGruff, Canibus                                  |                                                   |
| "Murdergram"                                                      | 1998   | Џеј-Зи, Џа Рул                                                | 'Streets Is Watching                              |
| "We Got This"                                                     | 1998   | John Forté                                                    | Poly Sci                                          |
| "Get Your Shit Right"                                             | 1998   | Jermaine Dupri, The Madd Rapper                               | Life in 1472                                      |
| "Фристајл преко Моб дипове песме "Give Up the Goods (Just Step)"" | 1998   | Funkmaster Flex                                               | The Mix Tape, Vol. III                            |
| "Whatcha Gonna Do?"                                               | 1998   | Jayo Felony, Метод Мен                                        | Whatcha Gonna Do?                                 |
| "Top Shotter"                                                     | 1998   | Шон Пол, Mr. Vegas                                            | Belly                                             |
| "Nowhere to Run"                                                  | 1998   | Ози Озборн, Ol' Dirty Bastard, The Crystal Method, Fuzzbubble | Chef Aid: The South Park Album                    |
| "Dog & a Fox"                                                     | 1999   | Foxy Brown                                                    | Chyna Doll                                        |
| "Ryde or Die"                                                     | 1999   | The Luniz, Drag-On                                            | Turf Stories soundtrack                           |
| "Life Is What You Make It"                                        | 1999   | Нас                                                           | I Am...                                           |
| "Everyday Shit (Ya Think Am Playin')"                             | 1999   | GZA                                                           | New York Undercover                               |
| "Ryde or Die"                                                     | 1999   | The Lox, Drag-On и Eve                                        | Ryde or Die Vol. 1                                |
| "Bug Out"                                                         | 1999   | /                                                             | Ryde or Die Vol. 1                                |
| "Some X Shit"                                                     | 1999   | /                                                             | Ryde or Die Vol. 1                                |
| "It's Murda"                                                      | 1999   | Џа Рул, Џеј-Зи                                                | Venni Vetti Vecci                                 |
| "The Story"                                                       | 1999   | /                                                             | Black Gangster                                    |
| "I Can, I Can"                                                    | 1999   | /                                                             | The Wood                                          |
| "Sincerity"                                                       | 1999   | Mary J. Blige, Нас                                            | Mary                                              |
| "Scenario 2000"                                                   | 1999   | Eve, The Lox, Drag-On                                         | Let There Be Eve...Ruff Ryders' First Lady        |
| "Dog Match"                                                       | 1999   | Eve                                                           | Let There Be Eve...Ruff Ryders' First Lady        |
| "Catz Don't Know"                                                 | 1999   | /                                                             | Light It Up                                       |
| "Tales from the Darkside"                                         | 2000   | /                                                             | Irv Gotti Presents: The Murderers                 |
| "Niggas Die 4 Me"                                                 | 2000   | Drag-On                                                       | Opposite of H2O                                   |
| "Get It Right"                                                    | 2000   | Drag-On                                                       | Opposite of H2O                                   |
| "Why We Die"                                                      | 2000   | Баста Рајмс, Џеј-Зи                                           | Anarchy                                           |
| "I'm Gonna Crawl"                                                 | 2000   | Dyme                                                          | Nutty Professor II: The Klumps                    |
| "The Great"                                                       | 2000   | /                                                             | Ryde or Die Vol. 2                                |
| "Fuhgidabowdit"                                                   | 2000   | LL Cool J, Метод Мен, Redman                                  | G.O.A.T.                                          |
| "The Future"                                                      | 2000   | Dame Grease, Big Stan, Meeno                                  | Live on Lenox Ave.                                |
| "Rollin"                                                          | 2000   | Лимп Бизкит, Метод Мен, Redman                                | Chocolate Starfish and the Hot Dog Flavored Water |
| "Who's Next (X-Clue-Sive)"                                        | 2001   | DJ Clue?                                                      | The Professional 2                                |
| "Scream Double R"                                                 | 2001   | Eve                                                           | Scorpion                                          |
| "Doggz II"                                                        | 2001   | Redman                                                        | Malpractice                                       |
| "Uh-Hunh!"                                                        | 2001   | Jadakiss                                                      | Kiss tha Game Goodbye                             |
| "Walk with Me"                                                    | 2001   | Big Stan                                                      | Exit Wounds                                       |
| "Friend of Mine"                                                  | 2001   | /                                                             | Ryde or Die Vol. 3: In the "R" We Trust           |
| "Most High" (Remix)                                               | 2002   | Jerzee Monet                                                  | Love & War                                        |
| "Deeper"                                                          | 2003   | DJ Envy                                                       | The Desert Storm Mixtape: Blok Party, Vol. 1      |
| "Go to Sleep"                                                     | 2003   | Еминем, Obie Trice                                            | Cradle 2 the Grave                                |
| "Right/Wrong"                                                     | 2003   | /                                                             | Cradle 2 the Grave                                |
| "Getting Down"                                                    | 2003   | Big Stan, Kashmir, Bazaar Royale                              | Cradle 2 the Grave                                |
| "Homeboyz" (Remix)                                                | 2003   | Тупак Шакур, Jadakiss, Butch Cassidy                          | Rap Phenomenon II                                 |
| "What's Really Good"                                              | 2003   | The Diplomats                                                 | Diplomatic Immunity                               |
| "Don't Gotta Go Home"                                             | 2003   | Моника                                                        | After the Storm                                   |
| "Let's Get Crazy"                                                 | 2004   | Drag-On                                                       | Hell and Back                                     |
| "That's Who We Be"                                                | 2004   | Bosko, Drag-On, Phats Bossi                                   | That Fire                                         |
| "Put Your Money"                                                  | 2004   | Лудакрис                                                      | The Red Light District                            |
| "Streetlife"                                                      | 2004   | Dean Dawson                                                   | Streetlife Report                                 |
| "Go for Dat"                                                      | 2004   | Lil Scrappy                                                   | Never Die Alone soundtrack                        |
| "Get Wild"                                                        | 2005   | Jadakiss, Flashy, Kartoon                                     | Vol. 4: The Redemption                            |
| "Poppin' My Collar" (ремикс)                                      | 2006   | Three 6 Mafia, Project Pat, Lil' Flip                         | Није ни на једном албуму                          |
| "Bad Boys"                                                        | 2008   | DJ GQ, Junior Reid, Dawg E Slaughter                          | Let Em' Know                                      |
| "Intro"                                                           | 2008   | Гејм                                                          | LAX                                               |
| "Outro"                                                           | 2008   | Гејм                                                          | LAX                                               |
| "Uh Oh"                                                           | 2008   | G.A.G.E                                                       | G.A.G.E                                           |
| "Who's Real" (ремикс)                                             | 2009   | Jadakiss, Swizz Beatz, Drag-On, Eve, Styles P, Sheek Louch    | Није ни на једном албуму                          |
| "Stay Flawless"                                                   | 2009   | N.O.R.E., Ja Rule, Yummy Bingham                              | Није ни на једном албуму                          |
| "Stop the Party" (Remix)                                          | 2010   | Busta Rhymes, T.I., Cam'ron, Ghostface Killah                 | Није ни на једном албуму                          |
| "Nutcracker" (Remix)                                              | 2010   | N.O.R.E, Bun B, Imam Thug, Red Cafe                           | Није ни на једном албуму                          |
| "Make You Proud"                                                  | 2011   | Los, Sean Hayz                                                | The Crown Ain't Safe                              |
| "World's Greatest"                                                | 2011   | Mook, Drag-On, The Lox, Swizz Beatz                           | Ruff Ryders: Past, Present, Future                |
| "Get Your Money Up"                                               | 2011   | /                                                             | Ruff Ryders: Past, Present, Future                |
| "D3mons"                                                          | 2012   | Machine Gun Kelly                                             | Lace Up                                           |
| "I Don't Play Games"                                              | 2013   | Pat Gallo                                                     | Fly Life Ep.1                                     |
| "Ride Till I Die"                                                 | 2015   | Kay One, KNS Tha Engineer                                     | Jung genug um darauf zu scheissen                 |
| "#GFU"                                                            | 2016   | DJ Hidrro, Lil Jon, Sue Cho                                   | Није ни на једном албуму                          |
| "Real Friends" (ремикс)                                           | 2017   | Кање Вест, Ty Dolla Sign                                      | Није ни на једном албуму                          |

## Спотови

### Као главни извођач
| Назив                                    | Година | Режисер(и)                |
| ---------------------------------------- | ------ | ------------------------- |
| "Get At Me Dog" (Sheek Louch)            | 1998   | Хајп Вилијамс             |
| "Stop Being Greedy"                      | 1998   | Ник Квестер               |
| "Ruff Ryders' Anthem"                    | 1998   | Џ. Смит                   |
| "How's It Goin' Down" (Faith Evans)      | 1998   | Хајп Вилијамс             |
| "Grand Finale" (Метод Мен, Нас и Џа Рул) | 1998   | Хајп Вилијамс             |
| "Slippin'"                               | 1998   | Bishop, Rubin Whitmore II |
| "No Love 4 Me" (Drag-On и Swizz Beatz)   | 1999   | Крис Робинсон, Bishop     |
| "What's My Name?"                        | 1999   | Director X                |
| "What These Bitches Want" (Sisqó)        | 2000   | Хајп Вилијамс             |
| "Party Up (Up in Here)"                  | 2000   | Девј Мајерс               |
| "No Sunshine"                            | 2001   | Хајп Вилијамс             |
| "We Right Here"                          | 2001   | J. Jesses Smith           |
| "Who We Be"                              | 2001   | Џозеф Кан                 |
| "I Miss You" (Faith Evans)               | 2002   | Крис Робинсон             |
| "X Gon' Give It to Ya"                   | 2003   | Џозеф Кан                 |
| "Where the Hood At?"                     | 2003   | Vem & Tony Petrossian     |
| "Get It on the Floor" (Swizz Beatz)      | 2003   | Phenomenon                |
| "We in Here" (Swizz Beatz)               | 2006   | Џонтана Менион            |
| "Lord Give Me a Sign"                    | 2006   | Марк Класферд             |
| "Last Hope"                              | 2011   | Carlos Berber             |
| "I Don't Dance" (Machine Gun Kelly)      | 2012   | Џон Коломбо               |

### Као гостујући музичар
| Назив | Година | Режисер(и)   |
| --- | ------ | ------------ |
| "4, 3, 2, 1" (LL Cool J, Canibus, Ди-Ем-Екс, Метод Мен и Redman)                                           | 1997   | Дајен Мартел |
| "Shut 'em Down" (Оникси и Ди-Ем-Екс)                                                                       | 1998   | Грегори Дарк |
| "Come Back in One Piece" (Алија и Ди-Ем-Екс)                                                               | 1998   | Little X     |
| "Touch It" (ремикс) (Баста Рајмс, Mary J. Blige, Rah Digga], Миси Елиот, Lloyd Banks, Papoose и Ди-Ем-Екс) | 2006   | Benny Boom   |